# Panzeria bicarina
Panzeria bicarina är en tvåvingeart som först beskrevs av Tothill 1921.  Panzeria bicarina ingår i släktet Panzeria och familjen parasitflugor. Inga underarter finns listade i Catalogue of Life.